# Hemirrhagus gertschi
Hemirrhagus gertschi é uma espécie de aranha pertencente à família Theraphosidae (tarântulas).